# ジャネット・ウィンターソン
ジャネット・ウィンターソン OBE（ジャネット・ウィンタースン、Jeanette Winterson OBE, 1959年8月27日 - ）は、イギリスの小説家。

## 経歴
ウィンターソンはマンチェスターの生まれ。ペンテコステ派の夫婦が養子縁組し、宣教師にするつもりで、ランカシャーのアクリントン（Accrington）で育てた。ウィンターソンは16歳でレズビアンの関係を持ち、家を出たと言っている。オックスフォード大学セント・キャサリンズ・カレッジ（St Catherine's College, Oxford）で英文学を学んだ。ロンドンに移って、24歳で処女作『オレンジだけが果物じゃない』を出版。この作品は1985年にコスタ賞（Costa Book Awards）の処女作部門賞を受賞し、1990年にはウィンターソン自身の脚本でテレビ・シリーズ化され（『Oranges Are Not the Only Fruit』）、それもまた英国アカデミー賞最優秀ドラマ賞を受賞した。1987年にはナポレオン時代のヨーロッパを舞台にした『ヴェネツィア幻視行』で、ジョン・レウェリン・ライズ賞（John Llewellyn Rhys Prize）を受賞した。
それ以降のウィンターソンの小説は、フィジカリティ（身体性）とイマジネーション、ジェンダーの両極性、性的アイデンティティの境界に踏み込み、いくつかの文学賞を受賞した。その中で『パワー・ブック』は2002年に舞台化され、英国国立劇場（Royal National Theatre）で上演された。ウィンターソンは東ロンドン（East London, England）のスピタルフィールズ（Spitalfields）の廃屋になっていたテラスハウスを購入し、Pied-à-terre（アパートのような住居）および1階を有機農産物の店「Verde's」に改造し、自身もそこに住んでいる。
2006年には、大英帝国勲章の「オフィサー」を叙勲した。
2000年まで12年間にわたってBBCラジオのアナウンサー、ペギー・レイノルズがウィンターソンのパートナーだった。ガールフレンドには他に、ウィンターソンの著作権代理人でもあり、ブッカー賞作家ジュリアン・バーンズの妻のパット・カヴァナー（Pat Kavanagh）がいた。

## 作品
- オレンジだけが果物じゃない（Oranges Are Not the Only Fruit, 1985年） - 日本語訳：岸本佐知子（文学の冒険）（白水Uブックス）
- Boating for Beginners（1985年）
- Fit For The Future: The Guide for Women Who Want to Live Well（1986年）
- ヴェネツィア幻視行（The Passion, 1987年） - 日本語訳：藤井かよ（早川書房）
- さくらんぼの性は（Sexing the Cherry, 1989年） - 日本語訳：岸本佐知子（白水Uブックス）
- Oranges Are Not The Only Fruit: the script（1990年）
- 恋をする躰（Written on the Body, 1992年） - 日本語訳：野中柊（講談社）
- Art & Lies: A Piece for Three Voices and a Bawd（1994年）
- Great Moments in Aviation: the script（1995年）
- Art Objects（1995年）
- Gut Symmetries（1997年）
- The World and Other Places（1998年）
- パワー・ブック（The Powerbook, 2000年） - 日本語訳：平林美都子 （英宝社）
- カプリの王様(The King of Capri, 2003年）-日本語訳：柳原由紀/Ayuo（小学館）
- 灯台守の話（Lighthousekeeping, 2004年） - 日本語訳：岸本佐知子（白水Uブックス）
- 永遠を背負う男 世界の神話（Weight, 2005年） - 日本語訳：小川高義（角川書店）
- タングルレック（Tanglewreck, 2006年）−日本語訳 : 瓜生知寿子（小学館）
- The Stone Gods（2007年）
- The Battle of the Sun（2009年）
- ライオンと一角獣とわたし（The Lion, The Unicorn, and Me 2009年）- 日本語訳：池田香代子（BL出版）
- Why Be Happy When You Could Be Normal?（2011年）
- The Daylight Gate（2012年）
- フランキスシュタイン（Frankissstein: A Love Story, 2019年）- 日本語訳：木原善彦（河出書房新社）